# Спиро Карасулски
 Тази статия е за дееца на ВМОРО.  За участника в Кресненско-Разложкото въстание вижте Спиро Иванов.  
Спиро Иванов, известен като Карасулски, е български хайдутин и революционер, деец на Вътрешната македоно-одринска революционна организация.

## Биография
Роден е през 1869 година в Карасуле, тогава в Османската империя. Влиза във ВМОРО, покръстен от свещеник Стамат Танчев, и изпълнява терористични поръчения от Централния комитет.
След като извършват няколко убийства над шпиони, преследвани от властите на 15 септември 1897 година Иванчо Карасулията, Апостол Петков и Спиро Карасулски стават нелегални, като към тях по-късно се присъединява Христо Узунов от Куфалово. Войвода е Карасулията с подвойвода Апостол Петков, а малката чета е въоръжена от Аргир Манасиев в Смоквица. Към средата на февруари към четата им се присъединяват и Гоно Балабанов от Сехово и Павел Граматиков от Кониково, Стойко от Карасуле, Лазар Делев от Ореховица, Гого Киров и Хаджията от Мутулово и Кольо Мъжкото от Богородица. За кратко време четата, която действа в Дойранско, Гевгелийско и Ениджевардарско, всява страх у гъркоманите и турците зулумаджии в района.
Гевгелийският ръководител на ВМОРО Илия Докторов пише:
| „ | Още със сформирането на тая малка нелегална група в нашия край, като мълния се разнесе по всички села в околията, че има революционна чета под войводството на Иванчо Карасулски. Четата започна много тайно да обикаля организираните села. Навсякъде намираха отличен прием. Организираните членове във всички села, където отиваха гледаха на тях като на спасители от турската тирания. В тяхно лице виждаха герои, които са готови да жертвуват живота си за свободата на роба. По селата се надпреварваха кой да ги вземе у дома си. | “ |

През Балканската война в 1912 година Спиро Карасулски е доброволец в Македоно-одринското опълчение в четата на Лазар Делев, част от Сборната партизанска рота на МОО.
Към 1918 година се установява в България. Живее в мизерия и през 1929 година се самоубива в София.